# Caissa

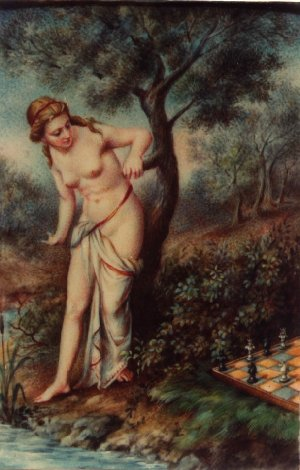
Múza šachu Caissa.

Caissa je fiktivní thrácká dryáda, která je označována jako múza nebo bohyně šachu.
Dryáda se poprvé objevila v latinské básni Scacchia, Ludus (1527) o vynalezení šachů olympskými bohy od italského básníka a pozdějšího biskupa z Alby Marca Hieronyma Vidy (asi 1485–1566). Podle básně byla hra vynalezena proto, aby pomohla nešťastně zamilovanému bohovi Martovi obměkčit dryádu Scacchia.
Jméno Caissa dal dryádě anglický právník, indolog a šachový historik sir William Jones (1746–1794), který na základě Vidova díla napsal roku 1753 dvě didaktické básně Advertisement to Caissa a Caissa, or the Game of Chess, podle kterých dryádu šachy natolik získaly, že se stala jejich neúnavnou propagátorkou. Původ slova Caissa lze patrně hledat v některých anglických dialektech, kde šachy (chess) bývají označovány jako kess, kessa nebo keissa.
Jméno Caissa se však stalo populárním teprve roku 1851, kdy byly Jonesovy básně přeloženy do francouzštiny a v nákladu sto výtisků vydány pro návštěvníky šachové kavárny Café de la Régence. Za múzu šachu pak prohlásil Caissu roku 1855 časopis Chess and Chess Players.